# Нижняя Колыбелька
Ни́жняя Колыбе́лька — село Хлевенского района Липецкой области России. Административный центр Нижне-Колыбельского сельсовета.

## География
Расположен в пределах Средне-Русской возвышенности в подзоне лесостепи, на берегах реки Колыбелька. К селу примыкает деревни Калина-Дубрава, Дерезовка, Трещевка.
Уличная сеть
Колыбельская, Ленина, Пикаловой Е. И., Светлая, Холодова Т. С. и Центральная.

## Население
| 1859 | 1897 | 2009 | 2010 |
| ---- | ---- | ---- | ---- |
| 671  | ↗797 | ↘418 | ↘401 |

## Инфраструктура
Церковь Покрова Пресвятой Богородицы в Нижней Колыбельке.
Администрация поселения. Почтамт 399267.

## Транспорт
Автодорога Верхняя Колыбелька — Нижняя Колыбелька — прим. к а/д Хлевное — Тербуны (идентификационный номер 42 ОП РЗ 42К-746).
Остановка общественного транспорта «Нижняя Колыбелька».